# سنت جان، نیوبرانزویک

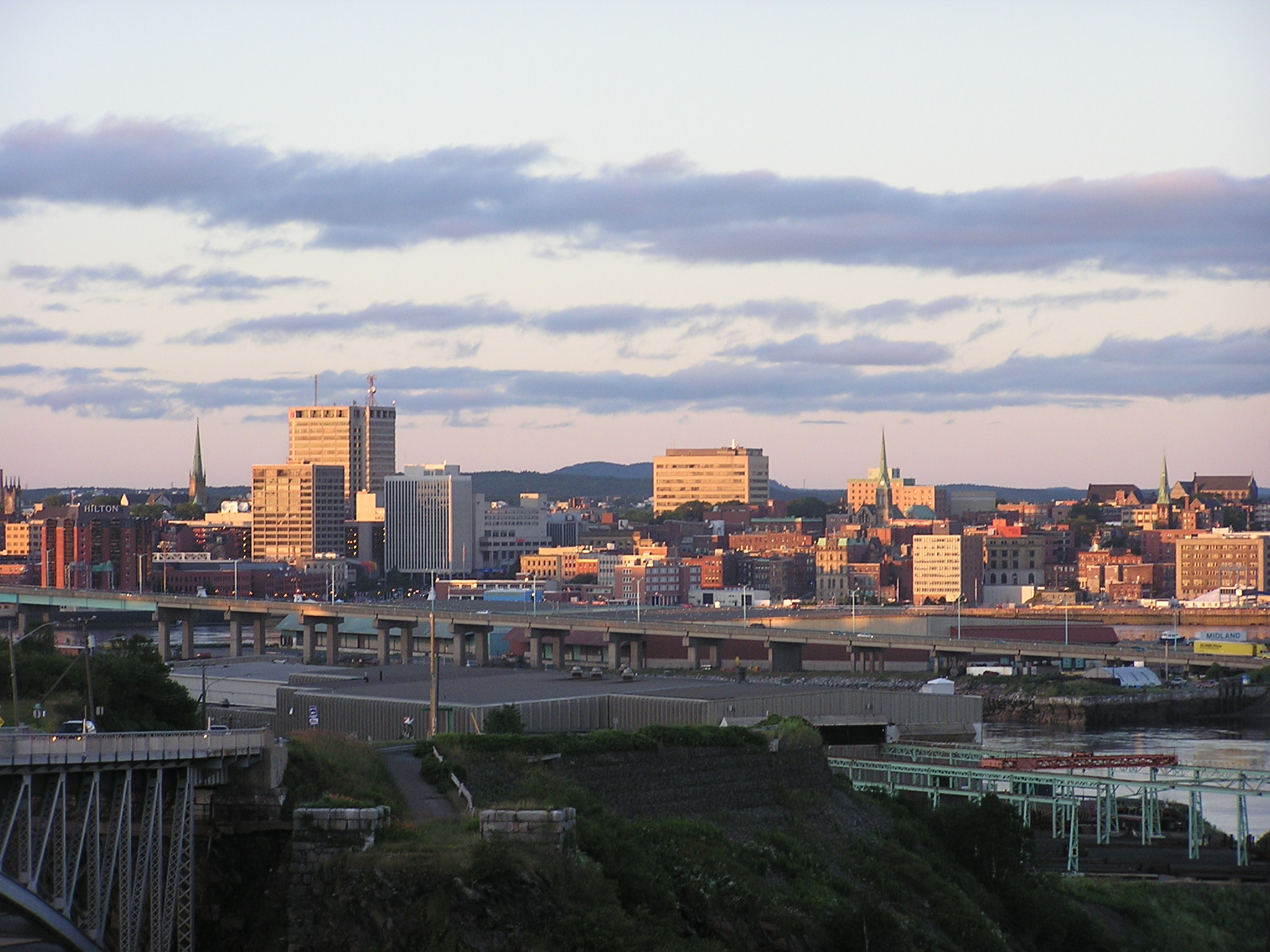
نمایی از شهر

سنت جان بزرگترین شهر استان نیوبرانزویک واقع در کشور کانادا است.
این شهر با جمعیت ۱۳۰۰۰۰ نفر بزرگترین شهر استان نیوبرانزویک است.
دو زبان انگلیسی و فرانسوی به طور مساوی در این شهر صحبت می‌شود. مردمان این شهر به هویت محلی خود افتخار می‌کنند.
صنعت در این شهر جایگاه ویژه‌ای دارد و مهمترین صنایع Atlantic Coast در این شهر یافت می‌شود. در سالهای اخیر این شهر به خوبی توسعه یافته‌است که به خطوط راه‌آهن سابق جان تازه بخشیده‌است. حاصل آن قدرت گرفتن کارهای خدماتی در این شهر می‌باشد.